# Severne in južne dinastije
| Severne in južne dinastije (386–589) | Severne in južne dinastije (386–589) | Severne in južne dinastije (386–589) | Severne in južne dinastije (386–589) |
| Severne dinastije                    | Severne dinastije                    | Južne dinastije                      | Južne dinastije                      |
| ------------------------------------ | ------------------------------------ | ------------------------------------ | ------------------------------------ |
| Severni Vej 386–535                  | Severni Vej 386–535                  | Lju Song 420–479                     | Lju Song 420–479                     |
| Severni Vej 386–535                  | Severni Vej 386–535                  | Južni Či 479–502                     |                                      |
| Severni Vej 386–535                  | Severni Vej 386–535                  | Liang 502–557                        |                                      |
| Zahodni Vej 535–557                  | Vzhodni Vej 534–550                  |                                      |                                      |
| Severni Džov 557–581                 | Severni Či 550–577                   | Čen 557–589                          | Zahodni Liang 555–587                |

Severne in južne dinastije (kitajsko 南北朝, pinjin Nán-Běi Cháo) je bilo obdobje politične delitve Kitajske, ki je trajalo od leta 420 do 589 po burnem obdobju šestnajstih kraljestev in dinastije Vzhodni Džin. Obdobje se včasih šteje za zadnji del daljšega obdobja, znanega kot šest dinastij (220–589). Bilo je obdobje državljanskih vojn in političnega kaosa, bilo pa je tudi obdobje razcveta umetnosti in kulture, napredka tehnologije ter širjenja mahajanskega budizma in daoizma. V tem obdobju je prišlo do obsežne selitve ljudstva Han v dežele južno od Jangceja. Obdobje se je končalo z združitvijo ožje Kitajske pod cesarjem Venom iz dinastije Suj. 
V tem obdobju se je med nehanskimi etničnimi skupinami na severu in domorodnimi ljudstvi na jugu pospešil proces sinicizacije. Proces je tako v severni kot južni Kitajski spremljala naraščajoča priljubljenost budizma, ki je na Kitajsko prišel v 1. stoletju. Vedno večji vpliv je pridobival tudi daoizem z dvema bistvenima daoističnima kanonoma, napisanima v tem obdobju. 
V tem obdobju je prišlo do pomembnega tehnološkega napredka. Izum stremena med prejšnjo dinastijo Džin (266–420) je spodbudil razvoj težke konjenice kot bojnega standarda. Zgodovinarji so opazili tudi napredek v medicini, astronomiji, matematiki in kartografiji. Med intelektualci tega obdobja sta zelo znana matematik in astronom Dzu Čongdži (429–500) in astronom Tao Hongdžing. 

## Ozadje
Po propadu združene ožje Kitajske pod dinastijo Vzhodni Han leta 220, ki je bil v veliki meri posledica uporov rumenih turbanov in petih mernikov riža, se je Kitajska sčasoma združila v tri kraljestva. Najmočnejše je bilo Cao Vej, ki sta mu sledila Vu in Šu Han. Kraljestva so bila sprva razmeroma stabilna tvorba, potem pa se je v Cao Veju leta 249 zgodil državni udar, po katerem so Sima Ji in njegova družina zavladali v Cao Veju in nato kmalu osvojili še Šu Han.
Po spodletelem državnem udaru vladajoče družine Cao proti družini Sima Jija je zadnji vladar družine Cao abdiciral. Sima Jan (Vu, cesar Džina) je nato ustanovil dinastijo Zahodni Džin in leta 280  osvojil Vzhodni Džin, s čimer se je končalo obdobje treh kraljestev in ponovno združila ožja Kitajska. 
Dinastija Zahodni Džin je bila močno oslabljena zaradi vojne osmih knezov od leta 291 do 306. V času vladavine cesarjev Jin Huajdija in Jin Mindija je bil imperij v resni nevarnosti zaradi upora severnih nehanskih ljudstev, skupaj znanih kot Pet barbarov. Številne skupine nomadskih plemen so bile v preteklih stoletjih prisilno naseljene v severno in severozahodno Kitajsko. Ko so vojskujoči se knezi prisilno vključili ta plemena v svojo vojsko, so se uprla in izkoristila državljanske vojne za prevzem oblasti. Njihove vojske so v jongdžjajski katastrofi leta 311 skoraj uničile dinastijo. Pet barbarov je oplenilo Luojang in leta 316 še Čangan. 
Sima Ruj (cesar Juan iz Džina), potomec cesarske hiše, je pobegnil na ozemlje južno od reke Huaj in ponovno vzpostavil dinastijo, ki je v zgodovinopisju znana kot Vzhodni Džin. Vzhodni Džin je utrdil svojo oblast na jugu in na obstoječem mestu Džjanjeja (danes Nanking) ustanovil svojo novo prestolnico Džjankang. 
Na severu je pet barbarov ustanovilo številne kratkotrajne dinastije, kar je vodilo v obdobje, v zgodovinopisju znano kot šestnajst kraljestev. Dinastija Severni Vej je sčasoma leta 439 osvojila preostale severne države in združila severno Kitajsko. Čeprav so bile Vzhodni Džin in zaporedne južne dinastije dobro zaščitene pred severnimi dinastijami s sistemom rečnih flot vzdolž Jangceja, so imele veliko težav z ustanavljanjem in vzdrževanjem vojaških enot. Odločanje dvora o služenje vojaškega roka prek tuntijskega sistema je sčasoma povzročilo padec njegovega družbenega položaja in množično dezerterstvo vojakov. Soočeni s pomanjkanjem vojakov so bili generali Vzhodnega Džina pogosto poslani na lov na vojake med ljudstvi na jugu in njihovo prisilno vključevanje v vojsko. Dinastija Vzhodni Džin ni propadla zaradi zunanje invazije, temveč zato, ker je Liu Ju (cesar Vu iz Liu Songa) prevzel prestol od cesarja Gonga iz Džina in ustanovil dinastijo Liu Song, s ćimer se je uradno začelo obdobje severnih in južnih dinastij. 

## Severne dinastije
Severne dinastije so se začele leta 439, ko so Severni Vej osvojili Severni Liang, da bi združili severno Kitajsko. Končale so se leta 589, ko je dinastija Suj ugasnila dinastijo Čen. Severne dinastije se lahko razdeli na tri časovna obdobja: Severni Vej, Vzhodni in Zahodni Vej ter Severni Či in Severni Džov. Severni, Vzhodni in Zahodni Vej so skupaj s Severnim Džovom ustanovili Šjanbeji, medtem ko so Severni Či ustanovil etnični Hani pod vplivom Šjanbejev. 
Na severu so se lokalni plemiški klani Hanov odzvali na kaos z gradnjo utrjenih vasi. Klani so nato te zelo kohezivne družinske samoobrambne skupnosti pretvorili v fevde. Manjše kmečke družine so delale za prevladujoči klan kot najemniki ali podložniki. Zaradi kaosa so se plemiške družine Hanov izognile državni službi, dokler ni dvor Severnega Veja sprožil gibanja za sinicizacijo. Severno plemstvo je bilo zato zelo militarizirano v primerjavi s svojimi prefinjenimi južnimi kolegi. Razlike so bile opazne še v dinastijah Suj in Tang stoletja pozneje.

### Severni Vej (386–535)

#### Vzpon
V obdobju šestnajstih kraljestev je v državi Daj (Šestnajst kraljestev) vladala šjanbejska družina Tuoba. Daj je osvojil Zgodnji Čin, vendar je poraz Zgodnjega Čina v bitki pri reki Fej hkrati pomenil tudi njegov propad. Tuoba Guj, vnuk zadnjega princa Daja Tuoba Šinjidžjana, je obnovil bogastvo klana Tuoba in svojo državo preimenoval Vej, zdaj znano kot Severni Vej. Prestojnica države je bil Šenglej blizu sedanjega Hohhota. Med vladavino cesarjev Daovuja (Tuoba Guj), Mingjuana in Tajvuja se je Severni Vej postopoma širil. Tuoba Guj je sodeloval v številnih spopadih s poznejšimi Jani, ki so se končali ugodno za Severni Vej. Tuoba Guj je s pomočjo Džang Guna uničil vojsko Jana in osvojil kasnejšo prestolnico Jana Pingčeng (današnji Datong). Istega leta se je razglasil za cesarja Daovuja. 
Cesarja Daovuja je zaradi njegove okrutnosti ubil njegov sin Tuoba Šao, njega pa je uspel premagati prestolonaslednik Tuoba Si. Slednji je zasedel prestol kot cesar Mingjuan. Cesarju je uspelo osvojiti Liu Songovo provinco Henan, kmalu zatem pa je umrl. Prestol je nasledil njegov sin Tuoba Tao, ki je vladal kot cesar Tajvu. Energični cesar Tajvu je zelo povečal moč Severnega Veja, kar mu je omogočilo, da je večkrat napadel Liu Song. Ko ga je na severnem boku začel ogrožati Rouranski kaganat, se je vključil v vojno za združitev severne Kitajske. S padcem Severnega Lianga leta 439 je cesar Tajvu združil severno Kitajsko, s čimer se je končalo obdobje šestnajstih kraljestev in začelo obdobje severnih in južnih dinastij z njegovimi južnim tekmecem Liu Songom. 
Severni Vej je kljub njegovi veliki vojaški moči stalno nadlegoval Rouranski kaganat in ga prisilil, da so preusmerili svojo pozornost z juga proti severu. Po združitvi severa je cesar Tajvu osvojil tudi močno kraljestvo Šanšan in podjarmil kraljestva na zahodu. Leta 450 je Tajvu znova napadel Liu Song in dosegel Guabu (瓜步, v sodobnem Nankingu) in grozil, da bo prečkal reko in napadel Džjankang, glavno mesto Liu Songa. Vojaške sile Severnega Veja so takrat prevladovale nad silami Li Songa, vendar so imele velike izgube. Oropale so številne posesti in se nato umaknile na sever. 
Na tej točki so se privrženci budista Gaj Vuja (蓋吳) uprli. Po zatrtju upora je cesar Tajvu po nasvetu svojega daoističnega predsednika vlade Cuja Haoja prepovedal budizem. Začelo se je prvo preganjanje kitajskega budizma, znano kot tri nesreče Vuja. Cesar Tajvu je v svoji pozni starosti naložil krute kazni, zaradi česar ga je leta 452 ubil evnuh Dzong Aj. Njegova smrt je sprožila pretrese, ki so se končali šele z ustoličenjem cesarja Venčenga pozneje istega leta. 
Vang Ju (王遇), dvorni evnuh in ljubljenec vdove cesarice Venming, je izdatno podpiral budizem. V Jungangu je zgradil jamo 9-10, najbolj okrašeno med jamami v tem kompleksu, in dal leta 488 zgraditi tempelj v svojem rojstnem mestu Lirunu (današnji Čengčeng). Vang Ju je bil morda kastriran med zadušitvijo Čjangovega upora leta 446, ko je Severni Vej kastriral mlado elito uporniških plemen.
V prvi polovici dinastije Severni Vej so stepski Šjanbeji, ki so obvladovali severno Kitajsko, vzdrževali politiko strogega družbenega razlikovanja med njimi in njihovimi podložniki Hani. Etnični Hani so lahko službovali v državni upravi kot uradniki za pobiranje davkov in opravljanje drugih poslov, do višjih položajev pa se niso mogli povzpeti. V centrih moči so predstavljali manjšino prebivalstva.

#### Sinizacija
Široka družbena in kulturna preobrazba v severni Kitajski se je začela s cesarjem Šjaovenom (vladal 471–499), čigar oče je bil Šjanbej, mati pa Hanka. Šjaoven je uveljavil svojo dvojno šjanbejsko-hansko poreklo in svoj klan Tuoba preimenoval v Juan (元), kar pomeni  "elementaren" ali "izviren". Leta 493 je Šjaoven začel sinizacijo države in šjanbejske elite prisilil, da so se začele usklajati s številnimi standardi Hanov. Družbene reforme so vključevale oblačenje - šjanbejska oblačila so bila na dvoru prepovedana, učenje jezika Hanov za mlajše od trideset let, pretvorbo šjanbejskih družinskih imen v hanske priimke, sestavljene iz enega znaka, in spodbujanje visokih družin, da sklepajo mešane zakonske zveze. Cesar Šjaoven je preselil glavno mesto iz Pingčenga v Luojang, eno od starih kitajskih cesarskih prestolnic Vzodnega Hana in Zahodnega Džina. Nova prestolnica je oživila in se preoblikovala. Do leta 495 se je s severa na jug preselilo približno 150.000 Šjanbejev in bojevnikov, da bi služili v prestolnici. V nekaj desetletjih se je število prebivalcev povečalo na približno pol milijona. V Luojangu je domovalo več kot tisoč budističnih templjev. Prebežniki z juga so bili večinoma lepo sprejeti in so se z ustanovitvijo lastne četrti Vu v Luojangu počutili kot doma. V četrti Vu je živelo več kot tri tisoč družin. Na dvoru so namesto napitkov iz jogurta, značilnih za sever, začeli streči čaj, ki je takrat postal priljubljen na južnem Kitajskem. 
Od 480. let dalje so se začeli moški iz elitnih družin Hanov sistematično poročati s hčerami iz šjanbejske cesarske družine Tuoba. Z njimi se je poročilo več kot pol princes iz klana Tuoba.
Leta 523 je bil princ Dongjang iz severnega Veja poslan v Dunhuang, da bi tam petnajst let služil kot guverner. Ko je budizem postal vse bolj sprejet v kitajski družbi, so se princ Dongjang in lokalne bogate družine odločile v čast budizmu v jamah Mogao vklesati in okrasiti jamo 285 s čudovitimi kipi in freskami. Promocija umetnosti se je nadaljavala in jame so zdaj ena največjih turističnih znamenitosti Kitajske. 

### Razdelitev na Vzhodni Vej (534–550) in Zahodni Vej (535–557)
Leta 523 je izbruhnil upor, znan kot upor šestih garnizij (Liu Džen), ki je povzročil pomanjkanje hrane daleč severno od Luojanga. Po zatrtju upora je vlada 200.000 upornikov premestila v Hebej, kar se je izkazalo za napako, ko je nekdanji garnizijski častnik v letih 526–527 organiziral nov upor. Temeljni vzrok uporov je bil vse večji razkol med vladajočo aristokracijo, ki je vedno bolj prevzemala politiko in življenjski slog Hanov, in njihovimi nomadskimi plemenskimi vojskami, ki so še naprej ohranjale stari stepski način življenja.
Dvor severnega Veja je izdal eden od njegovih generalov, ki je dal cesarico vdovo in mladega cesarja vreči v Rumeno reko. Da bi obdržal oblast, je na prestol postavil svojega marionetnega vladarja. Ko so se konflikt na severu med zaporednimi voditelji stopnjevali, je Gao Huan leta 534 prevzel oblast nad vzhodnim delom kraljestva in Luojangom. Tam je po letu 534 kot marionetni vladar vladal cesar Šjaodžing. Na zahodu in v tradicionalni prestolnici Čangan je leta 535 prevzel oblast njegov tekmec Juven Taj. Na zahodu je prevladovalo sinizirano plemstvo z njihovimi hanskimi birokrati, na vzhodu pa tradicionalna stepska plemena.

### Severni Či (550–577) in Severni Džov (557–581)
Gao Huanov sin Gao Jang je sčasoma prisilil cesarja Vzhodnega Veja, da je abdiciral v njegovo korist. Gao Jang je ustanovil dinastijo Severni Či (550–577). Mali kasneje je Juven Tajev sin Juven Džue prevzel prestol in oblast od cesarja Gonga iz Zahodnega Veja in ustanovil dinastijo Severni Džov (557–580). 
Severni Či je podedoval pravico do rekrutiranja v vojsko, podedovano od Severnega Veja. Pred tem ja pet od šestih vojaških častnikov Severnega Veja prihajalo z vzhodnih ozemelj, zlasti iz lokalnih oboroženih trdnjav vojaških družin Hanov in stepskih plemen, ki so se naselila na teh območjih. Člani teh vojaških družin, moški in ženske, so bili pogosto izkušeni jezdeci in lokostrelci.
Tako kot njegov predhodnik Zahodni Vej se je tudi Severni Džov uprl sinicizaciji, tako da je poskušal oživiti kulturo bojevnikov Šjanbejev. Obudil je njihov slog oblačenja in uvedel tunike, hlače in škornje in sinizirane priimke zamenjal s šjanbejskimi. Šjanbejske priimke je dal celo hanskim častnikom v svoji vojski. Hanskim nabornikom, ki bi sami plačevali svojo opremo, je v zameno ponudil oprostitev od plačevanja davka. Politika je bila zelo uspešna in vojaška moč države se je okrepila.
Dinastiji Severni Džov je leta 577 uspelo premagati in osvojiti severni Či ter ponovno združiti sever Kitajske. Uspeh je bil kratkotrajen, saj je Severni Džov leta 581 zrušil Jang Džjan, ki je zavladal kot cesar Suj Vendi. 
Dinastija Sui je z veliko vojaško močjo, visoko moralo in prepričljivo propagando, da je bil vladar dinastije Čen Čen Šubao dekadenten vladar, ki je izgubil nebeški mandat, uspela učinkovito osvojiti jug. Po osvojitvi je celotna Kitajska vstopila v novo zlato dobo ponovne združitve pod oblastjo kratkotrajne dinastije Suiu in njene naslednice, dinastije Tang (618–907). 
Ker je elito dinastij Sui in Tang tvorila tudi elita severnih dinastij, vojaški klani z mešano kulturo in mešano etnično pripadnostjo, se je odnos do stepskih nomadov spremenil. Nanje so začeli gledati kot na možne partnerje in ne kot na notranje sovražnike.

## Južne dinastije
Dinastijo Džin Jin je nasledila vrsta kratkotrajnih dinastij: Liu Song (420–479), Južni Či (479–502), Liang (502–557) in Čen (557–589). Ker so imele vse te dinastije prestolnico v Džjankangu, razen kratkega vmesnega obdobja med letoma 552 in 555, se jih včasih združuje z Vzhodnim Vujem in Vzhodnim Džinom pod zgodovinopisnim izrazom "šest dinastij". Vladarji teh kratkotrajnih dinastij so bili generali, ki so prevzeli in nato obdržali oblast več desetletij, vendar niso uspeli prenesti oblasti na svoje dediče. Najvidnejši vladar tistega časa je bil cesar Vu iz Lianga (502–549), pokrovitelj umetnosti in budizma. 
V južnih dinastijah, razen v dinastiji Čen, so močno prevladovale velike družine (šidžija), ki so monopolizirale politično moč do sredine 6. stoletja. Ta družbeni razred je ustvaril Cao Cao, državnik in vojskovodja v času pozne dinastije Han, ko je poskušal utrditi svojo moč z izgradnjo kaste poklicnih vojakov. Njegova politika je privedla do vzpona in uzurpacije družine Sima, ki je ustanovila dinastijo Džin. Kasnejšim voditeljem ni uspelo privesti na oblast drugih velikih družin.
Beg dinastije Džin proti jugu je še oslabil že tako šibko centralno vlado. Velike družine, ki so spremljale cesarja na begu, so skupaj z najbogatejšimi klani staroselcev ob obali Džečjanga postale glavni nosilci oblasti v Vzhodnem Džinu. Velike družine so svoje privilegije dokazovale z rodovniki in z zakonom prepovedale sklepanje zakonskih zvez z običajnimi družinami.
S padcem Vzhodnega Džina leta 420 se je razmerje moči premaknilo v korist centralne vlade. Naslednjim dinastijam Liu Song, Či, Liang in Čen so vladali vojaški voditelji iz nižjih družbenih okolij. Močnim klanom so postopoma odvzeli vojaško moč, oblast in bogastvo. Cesarji so po vsej državi namestili regionalne vojske pod poveljstvom svojih sorodnikov, novačili častnike iz revnih okolij in imenovali uradnike na nižjih položajih, da bi nadzorovali močne elite, ki so zasedale najvišje vladne položaje. Aristokracija na jugu je začela nazadovati z vzponom trgovanja z Indijskim oceanom sredi 5. stoletja, kar je vodilo do preusmeritve dvornih prihodkov v trgovino in izginotja kast v dinastiji Čen. Oživitev trgovine in na denarju temelječega gospodarstva je zmanjšala povpraševanje po pridelkih s posesti veleposestniške aristokracije in jo prisilila v prodajo posesti vse bolj bogatim trgovcem. Vplivni trgovci so vse bolj zasedali visoke politične položaje in izpodrivali stare aristokrate. Po drugi strani je gospodarski razvoj prizadel tudi kmete, ki se niso mogli spopadati z inflacijo ali plačevati davkov v gotovini, in jih pripeljal do tega, da so postali vojaki plačanci, ki so tavali po deželi in prodajali svoje usluge vojskujočim se knezom ter plenili prebivalstvo. Ti preobrati so opustošili jug in olajšali njegov propad pod dinastijo Sui.
Pod vse šibkejšim vodstvom dinastije Čen se južna Kitajska ni mogla upreti vojaški moči, ki jo je na severu pridobil Jang Džjan, ki se je razglasil za cesarja Vena iz Suija in vdrl na jug. 
Pomembno aktivno vlogo pri prilagajanju vladujoči kitajski oblasti so igrali domorodni poglavarji, ki niso bili podjarmljeni, ampak so ohraniti avtonomijo in lokalno kulturo in pomagali širiti oblast vladajočih dinastij. Dvor jim je priznal avtoriteto, tako da jim je podelil uradne nazive in simbole moči.
Med Guangdžovom in sodobnim Vietnamom je bilo veliko lokalnih poglavarjev mešanega izvora, ki so kazali mešane lastnosti staroselske in sinizirane kulture. Med njimi so bili Ning iz Čindžova, Li iz Gujdžov-Tengdžova in Čen iz Šuangdžova. Poglavarji so delovali kot plemenski poglavarji in dvorni birokrati.

### Lju Song (420–479)
Ustanovitelj dinastije Lju Song je bil Lju Ju, prvotno poveljnik vojske severne garnizije (kitajsko 北府軍), ki je prepričljivo zmagala v bitki pri reki Fej leta 383. Leta 404 je pomagal zatreti upor Huan Šuana, kar je pripeljalo do njegove prevlade nad dvorom Vzhodnega Džina. Da bi pridobil popularnost in prevzel prestol, je vodil odprave proti šestnajstim kraljestvom, do leta 416 je zavzel Šandong, Henan in za kratek čas Gvandžong. Slednjemu se je odpovedal, da bi laže prišel na prestol. Verjel je v prerokbo, da bo po cesarju Anu vladal samo še en cesar, zato je leta 419 odstavil cesarja Ana in ga zamenjal s cesarjem Gongom. Dinastija Vzhodni Džin se je že naslednje leto končala. 
Lju Ju je tudi po kronanju za cesarja Vuja ostal varčen. Izobrazba ga ni zanimala in zaupal je tudi moralno spornim ljudem. Čutil je, da ima plemstvo preveč moči, zato je na vladne položaje imenoval ljudi iz nižjih družbenih slojev, vojaško moč pa je podelil svojim sorodnikom. Ko so sorodniki utrdili svojo vojaško moč, so seveda poskušali pridobiti tudi politično moč. Ker se je cesar bal uzurpacijo prestola, je pogosto ubijal tudi svoje sorodnike. 
Po smrti cesarja Vuja je na kratko vladal njegov sin, cesar Šao, preden so ga vladni uradniki pod vodstvom Šu Šjandžija obsodili za nesposobnega in ga ubili. Nadomestili so ga s cesarjem Venom, drugim sinom cesarja Vuja, ki je kmalu pobil uradnike, ki so ga pred tem podprli. Vladavina cesarja Vena je bila obdobje relativne politične stabilnosti zaradi njegove varčnosti in dobrega vladanja. 
Leta 430 je cesar Ven začel številne pohode proti Severnemu Veju. Pohodi so bili zaradi slabih priprav in pretiranega drobnjakarstva njegovih generalov neučinkoviti, kar je oslabilo dinastijo. Zaradi ljubosumja na Tana Daodžija, sposobnega poveljnika vojske severne garnizije, ga je odstranil na veliko veselje Severnega Veja. Leta 445 Severni Vej izkoristil Lju Songovo šibkost in vdrl na ozemlje med Jangcejem in Huajem v sedanjem Šandongu, Hebeju in Henanu in opustošil šest provinc. Liu Song je bil od takrat naprej v precej slabem stanju. 
Cesarja Vena sta leta 453 ubila prestolonaslednik Šao in drugi princ Džun, ker ju je nameraval kaznovati za čarovništvo. Oba storilca je premagal tretji princ in zavladal kot cesar Šjaovu. Cesar se je izkazal za razuzdanega in krutega in domnevno zagrešil incest s hčerami svojega strica, ki mu je pomagal priti na prestol. Njegovi tekmeci so trdili, da je zagrešil incest tudi s svojo materjo. Vse to je pripeljalo do dveh uporov cesarskega klana. V enem od uporov se je zgodil pokol prebivalcev Guanglinga. Podobo dogajanj v tistem času prikazuje naslednja pesnitev:  
遙望建康城 Pogled proti mestu Džjankang.
小江逆流縈 Reka teče proti toku,
前見子殺父 spredaj je videti sinove, ki ubijajo očete,
後見弟殺兄。in zadaj mlajše brate, ki ubijajo starejše brate.
Cesar Šjaovu je umrl naravne smrti leta 464. Nasledil ga je sin, ki je vladal kot cesar Čjanfej. Izkazal se je za podobnega svojemu očetu, saj se je ukvarjal tako z ubijanjem sorodnikov kot z incesti. Svoji sestri, ki se je pritoževala, da smejo imeti moški 10.000 priležnic, je dal za ljubimce 30 čednih mladeničev. Njegov stric Lju Ju, knez Šjangdonga, ki ga je cesar zaradi njegove debelosti imenoval "knez prašičev", ga je na koncu ubil in postal cesar Ming. 
Cesar Ming je začel svojo vladavino z ubijanjem vseh potomcev cesarja Šjaovuja. Zaradi svoje sumničavosti je izgubil province severno od reke Huaj, ki so jih le na kratko ponovno pridobile Južne dinastije. Minga je nasledil sin, ki je vladal kot cesar Houfeja, in odstopil v korist svojega brata, ki je postal cesar Šun. Potem ko je premagal rivalskega generala Šen Jovdžija, je Šjao prisilil cesarja Šuja, da je odstopil in sam zavladal kot cesar Gao iz Južnega Čija. Dinastija Lju Song se je končala.

### Južni Či (479–502)
Dinastija Južni Či in njena naslednica dinastija Ljang sta bili v daljnem sorodstvu, ker sta obe izhajali iz družine Šjao (蕭) iz Lanlinga (蘭陵) v sedanjem okrožju Cangšan v Šandongu. Cesar Gao je imel nizek družbeni položaj in je zato doživljal prezir plemstva. Njegov slog vladanja je bil podoben zgodnjemu slogu dinastije Lju Song in bil zelo gospodaren. Umrl je v četrtem letu svojega vladanja. Nasledil ga je trinajst let mlajši cesar Vu, ki je sklenil mir s Severnim Vejem in s tem zavaroval meje svoje države. 
Vujev sin je umrl pred njim, zato sta Vuja nasledila vnuka Šjao Džaoje in Šjao Džaoven. Med njunima kratkima vladavinama je dominiral Šjao Luan, prvi bratranec cesarja Vuja, ki je oba ubil in sebe okronal za cesarja Minga iz Južnega Čija. S pomočjo vladnih sekretarjev je pobil tudi vse sinove cesarjev Gaoja in Vuja. Kmalu zatem je hudo zbolel in začel prakticirazi daoizem. Svojo celotno garderobo zamenjal za rdečo. Umrl je leta 498. Nasledil ga je njegov sin Šjao Baodžuan, ki je iz objestnosti ubijal visoke uradnike in guvernerje, kar je sprožilo številne upore. Zadnji upor se je začel leta 501, ko je Šjao Baodžuan ubil svojega prvega ministra Šjao Jija. Vodja upora je bil ministrov brat Šjao Jan, ki je bil razglašen za cesarja Heja. Šjao Baodžuana je ubil eden od njegovih generalov med obleganjem njegove prestolnice Džjankang. Po kratki marionetni vladavini cesarja Heja je Šjao Jan strmoglavil dinastijo Južni Či in ustanovil dinastijo Ljang. 

### Ljang (502–557)
Cesar Vu je bil gospodaren, trdo delal in skrbel za preproste ljudi. Vojaška moč dinastije Ljang je postopoma presegla moč Severnega Veja, ki je zaradi svoje politike sinizacije trpel zaradi notranjih sporov. Vu je leta 503 vdrl v Severni Vej, vendar je bil pri Džongliju poražen. Na pohodu leta 516 je pri Šovjangu zmagal, vendar zaradi veliko žrtev svoje zmage ni izkoristil. 
Zaradi pretiranega poboja sorodnikov v dinastijah Lju Song in Južni Či je bil cesar Vu zelo popustljiv do članov cesarskega klana in jih ni niti preiskoval, ko so zagrešili zločine. Ljang je med njegovim vladanjem dosegel svoj kulturni vrh, ker je bil cesar zelo učen, podpiral učenjake in spodbujal cvetoč izobraževalni sistem. Kot navdušen pesnik je na dvoru zbiral literarne talente in celo prirejal pesniška tekmovanja z nagradami v zlatu in svili za tiste, ki so veljali za najboljše. 
V poznih letih so ga obkrožali priliznjenci in pohlepni in zapravljivi uradniki iz cesarskih klanov. Svoje življenje je trikrat posvetil budizmu in poskušal postati menih, a so ga vsakič z ekstravagantnimi dvornimi donacijami prepričali, da se je vrnil na dvor. Ker je budiste in daoiste oprostil plačevanja davkov, se je skoraj polovica prebivalstva lažno razglasila za take, kar je zelo škodilo državnim financam. 
Cesar Vu je bil pripravljen sprejeti generale, ki so prebegnili iz Severnega Veja. Ko so se v Severnem Veju dogajali veliki upori v severnih garnizijskih mestih, je tja poslal svojega generala Čen Čingdžija, da je podprl pretendenta Juan Haoja. Slednjemu je ob skromni podpori samo 7.000 vojakov iz Ljanga uspelo premagati več nasprotnikovih vojsk in celo zavzeti Luojang, glavno mesto Severnega Veja. Čena je nazadnje premagala deset krat močnejša vojska. 
Ko se je Severni Vej zatem razdelil na Vzhodni in Zahodni Vej, je cesar Vu odobril azil uporniškemu poveljniku Vzhodnega Veja Hov Džingu in ga poslal na pohod proti Vzhodnemu Veju. Po nekaj začetnih uspehih so bile sile Ljanga odločilno poražene. Govorilo se je, da namerava cesar Vu v znak sprave Vzhodnemu Veju predati generala Hova. General se je kljub cesarjevim zagotovilom, da se to ne bo zgodilo, uprl v imenu Šjao Donga, vnuka nekdanjega prestolonaslednika Šjao Tonga, ki je umrl leta 531. General Hov je presenetil cesarja Ljanga z obleganjem prestolnice. Poskusi preboja obleganja niso uspeli in cesar Vu je bil prisiljen pogajati se o prekinitvi ognja in miru. Hov je prelomil dogovorjeno premirje, zavzel cesarsko palačo in pobil bližnje prebivalce. Cesar Vu je bil po kratki marionetni vladavini prestolonaslednikov Šjao Ganga in Šjao Donga izstradan do smrti. Oblast je prevzel general Hov in ustanovil dinastijo Han. 
General je sicer osvojil prestolnico Džjankang, vendar je nadziral samo njeno bližnjo okolico. Ostale dežele dinastije Ljang so bile pod nadzorom članov cesarskega klana. Notranji spori v cesarskem klanu so oslabili njegova prizadevanja, da bi premagali Hova. Nazadnje je Šjao Ji s pomočjo generalov Vang Sengbjana in Čen Bašjana le premagal Hova in se okronal za cesarja Juana iz Ljanga. Juanovo oblast je ogrožal njegov brat Šjao Dži s sedežem v Sečuanu. Cesar je zato zaprosil za pomoč Zahodni Vej, ki je po Šjao Džijevem porazu obdržal Sečuan. Cesar je bil malo kasneje zaradi diplomatske napake odstavljen in umrl. Zahodni Vej je ustanovil marionetno državo Zahodni Ljang s prestolnico v Džjanglingu. Severni Či, ki je tudi koval načrte za prevzem oblasti v Ljangu, je tja poslal svojo vojsko. Na prestol so posadili Šjao Fangdžija, zadnjega preživelega sina cesarja Juana, vendar mu niso podelili cesarskega naslova. Po nekaj porazih s silami severnega Čija je Vang Sengbjan dovolil njihovemu pretendentu Šjao Juanmingu, da zavlada kot cesar Min iz Ljanga. Čen Bašjan z odločitvijo ni bil zadovoljen in v korist Šjao Fangdžija ubil Vanga in odstavil cesarja Mina. Zatem je sam zavladal kot cesar Džing iz Ljanga. Po kratki vladavini ga je Čen odstavil in leta 557 sam prevzel oblast kot cesar Vu iz Čena. 

### Čen (557–589)
Cesar Vu je vladal v regiji okoli sedanjega Šanghaja. Klana Čao in Vu sta bila v tistem času zelo oslabljena zaradi Hov Džingovega upora, v katerem so nastali številni neodvisni režimi. Cesar Vu vseh neodvisnih režimov ni mogel pomiriti, zato je sprejel spravne ukrepe. Po njegovi nenadni smrti je prevzel oblast njegov nečak Čen Čjan in vladal kot cesar Ven iz Čena.
Po padcu Lianga je general Vang Lin ustanovil neodvisno kraljestvo v današnjih provincah Hunan in Hubej in začel povzročati težave. Povezal se je s Severnim Džovom in Severnim Čijem in nameraval osvojiti prestolnico Čena Djankang. Cesar Ven je najprej premagal združene sile severnega Čija in Vang Lina in nato pri Juejangu preprečil vdor silam Severnega Džova na jug. Cesar Ven je z obsežnimi ukrepi in dobrim upravljanjem zelo izboljšal gospodarski položaj v državi, s čimer se je obnovil moč svojega kraljestva. 
Po smrti cesarja Vena je prevzel oblast njegov nesposobni sin Čen Bozong kot cesar Fej iz Čena. Državo je med njegovo kratkotrajno vladavino upravljal njegov stric Čen Šu, ki je na koncu cesarja odstavil in sam prevzel oblast kot cesar Šuan iz Čena. V tistem času je Severni Džov nameraval osvojiti Severni Či in k temu povabil tudi dinastijo Čen. Cesar Šuan je na to pristal, ker je želel povrniti izgubljena ozemlja južno od reke Huaj. Leta 573 je proti Severnemu Čiju poslal na pohod generala Vu Mingčeja. Generalu je v dveh letih uspelo povrniti izgubljena ozemlja južno od reke Huaj. Severni Či je bil takrat v zelo negotovem položaju z malo vojaške moči in cesar Šuan bi lahko izkoristil priložnost, da ga poponoma porazi, vendar se je odločil, da bo zgolj zavaroval ponovno osvojena ozemlja. Severni Džov je ravnal drugače in izkoristil šibkost Severnega Čija. Po njegovem porazu je leta 577 poslal svojo vojsko na ozemlje južno od reke Huaj in odločilno premagal sile Čena in neposredno ogrozil vladajočo dinastijo. 
Kot po naključju je takrat nenadoma umrl cesar Vu iz Severnega Džova. Ker je oblast v kraljestvu poskušal prevzeti njegov general Jang Džjan, je ustavil napredovanje severnih čet na jug. Predah je bil kratek, saj je Jang Džjan, potem ko je premagal svojega tekmeca generala Juči Džjonga, prevzel oblast v Severnem Džovu in ustanovil dinastijo Sui. Vladal je kot cesar Ven iz Suija in nadaljeval invazijo proti jugu, da bi ponovno združil celo Kitajsko. 
Cesar Šuan je takrat umrl. Oblast je prevzel njegov nesposobni sin Čen Šubao (Hovdžu iz Čena), ki je bil razuzdan in zapravljiv, kar je povzročilo kaos in korupcijo v vladi. Mnogo uradniki so zelo izkoriščali ljudi in povzročali veliko trpljenje. Cesar Ven iz Suija je leta 588 poslal na jug svojega sina Jang Guanga, kasnejšega cesarja Janga iz Suija, da bi dokončno premagal dinastijo Čen. Čen Šubao se je zanašal na naravno pregrado reke Jangce in nadaljeval s svojimi razuzdanimi dejavnostmi. Sile Suija so naslednje leto zavzele prestolnico Čena Džjankang. Čen Šubao in njegova najljubša priležnica Džang Lihua sta se poskušala skriti v vodnjak, vendar so ju odkrili. Dinastija Čao se je končala. 

## Diplomacija
Po neuspešnem prizadevanju Liu Songa, da bi sklenil zavezništvo z Rourani, Gogurjeom, Tujuhunom in manjšimi lokalnimi silami, da bi premagal Severni Vej, sta bila sever in jug prisiljena v tiho vzajemno priznanje enakega statusa. Kot pričata Vej Šu in Song Šu, je prišlo do premika od imperialistične retorike, ki je nasprotno stran obsojala kot nelegitimnega barbara, k novi zasnovi, ki je na režima gledala kot na "severno" in "južno" vzporednico z edinstvenimi lokalnimi običaji in ne na tekmici za priznanje legitimnosti.

## Demografija
V obdobju severnih in južnih dinastij je prišlo do najzgodnejših zabeleženih množičnih migracij etničnih Hanov v južno Kitajsko južno od reke Jangce. Ta sinizacija je pomagala razviti regijo iz stanja izoliranih skupnosti, ločenih z obširno nenaseljeno divjino, in jo povezati z drugimi nehanskimi etničnimi skupinami. V tem obdobju se je jug Kitajske začel razvijati in v naslednjih stoletjih postal cvetoča in urbanizirana kitajska regija.
V času severnih in južnih dinastij se je dolina reke Jangce preoblikovala iz zaledne mejne regije z manj kot 25 % kitajskega prebivalstva v glavno kulturno središče Kitajske s 40 % kitajskega prebivalstva. Ko je bila pozneje Kitajska združena pod dinastijo Tang, je postala središče kitajske kulture.

## Kultura

### Jezik
Ko je dvor Džina pobegnil na jug, je še naprej govorili v prefinjenem jeziku tongju iz osrednjih severnih nižin, ki je veljal za zelo prestižnega. Številni lokalni južni Kitajci so se uprli prevzemu govora prišlekov. V obdobju južnih dinastij, ki se je začelo sredi 4. stoletja in se močno razširilo do 5. stoletja, so elitni severni priseljenci in južni domačini okoli prestolnice Džjankang razvili nov eliten govor z jasno značilno izgovorjavo in fraziranjem, ki se je razlikoval od govora osrednje nižine. Tokrat so se novemu govoru uprli nekateri priseljenci in ga imeli za "zapeljivega in neresnega". V času, ko so se kitajski dvorjani iz Hana učili šjanbejščine in Šjanbeji kitajščine, se je spremenil tudi jezik dvora. Južne elite so do 6. stoletja zviška gledale na naglas Luojanga kot na "surov in neroden".

### Filozofija
Neizpodbitna prevlada konfucijanstva v kitajski kulturi in mišljenju je bila med dinastijo Džin in močno oslabljena, kar je v času severnih in južnih dinastij privedlo do široke diverzifikacije politične misli in filozofije. To obdobje je ustvarilo nešteto piscev, ki so zagovarjali praktične sisteme vodenja in upravljanja države, med njimi Cao Cao in Džuge Liang v obdobju treh kraljestev, Vang Dao in Bao Džingjan iz Vzhodnega Džina, pa tudi Fan Džen, Šing Šao in Fan Šun. Velik del filozofije tega obdobja je malodušen in depresiven, številni učenjaki in pesniki pa so postali gorski samotarji in puščavniki, ki so živeli ločeno od družbe. Od teh različnih trendov je bil najvplivnejši neodaoizem, ki je bil v južnih dinastijah tako vpliven, da je cesar Ven iz Liu Songa ustanovil neodaoistično akademijo in ga skupaj s konfucijanstvom, književnostjo in zgodovino promoviral kot štiri velike predmete študija. Pojav, znan kot "prazen klepet" (kitajsko 清談, pinjin Qīng tán), je postal pogost. Izobraženi moški so se srečevali in se ves dan pogovarjali o filozofiji, ne da bi pri tem posvečali pozornost "običajnim" stvarem, kot sta njihov poklic ali družina. Pojav je med dinastijo Sui postopoma zamrl, vendar je popolnoma izginil šele med dinastijo Tang.

### Književnost
Književnost je bila še posebej živahna v južnih dinastijah, kjer je bila večinoma lahkotna in raznolika, medtem ko je bila v severnih dinastijah bolj groba in enostavna. Pomembni pisci so bili Ju Šin, Šing Fang, Vej Šiov in Ven Dzišeng iz severnih dinastij. V poeziji je še naprej prevladovala zvrst fu, vedno bolj priljubljena pa je postajala petzložna oblika verzov, ki je dosegla velik pomen med dinastijo Tang. V južnih dinastijah je postala priljubljena vrsta eseja, znanega kot pian ven (kitajsko 駢文), ki je uporabljal odmerjene rime, cvetoč jezik in klasične aluzije. Spisi so pogosto govorili o odstranitvi iz vsakdanjega materialnega obstoja in opuščanju skrbi in tesnobe. 
Pesniki severnih in južnih dinastij so se osredotočali na posnemanje starejših klasičnih pesnikov starodavne Kitajske, in formaliziranje vzorcev rim in metrov, ki so urejali kompozicijo pesmi. Sinologi so spoznali, da se starodavne pesmi in pesnitve, na primer tiste iz Šidžinga, v mnogo primerih niso več rimale zaradi sprememb izgovorjave v prejšnjih stoletjih. Uvedba budizma na Kitajsko, ki se je začela v pozni dinastiji Han in nadaljevala skozi dinastijo Tang, je kitajske učenjake seznanila s sanskrtom. Pisava brahmi s svojo prefinjeno fonološko organizacijo je prišla na Kitajsko v 5. stoletju. Preučeval jo je Šje Lingjun, ki je izdelal zdaj izgubljeni glosar kitajskih transkripcij sanskrtskih izrazov, "razporejenih glede na 14 glasov". Štiri tone zgodnje srednje kitajščine sta prva opisala Šen Jue in Džov Jong.

### Druge umetnosti
Južne kitajske dinastije so kulturno obogatele z razcvetom budizma in daoizma, zlasti slednjega, ko sta bila ustvarjena dva nova kanona svetih spisov za sekto najvišje čistosti in njeno tekmico, sekto numinoznih zakladov. Na južne Kitajce so močno vplivala pisanja budističnih menihov, kot je bil Huijuan, ki je za opisovanje budizma Kitajcem uporabljal znane daoistične izraze. Kitajci so bili v stiku in pod vplivom kultur Indije in trgovinskih partnerjev dlje na jugu, kot sta bili kraljestvi Funan in Čampa v današnji Kambodži in Vietnamu. 
Prefinjenost in kompleksnost kitajskega pesništva, kaligrafije, slikanja in muziciranja je v tej dobi dosegla nove višine. Cao Dži, sin Cao Caoja, velja za enega največjih pesnikov svojega časa. Njegov slog in globoko čustveno izražanje v pisanju sta vplivala na poznejše pesnike te nove dobe, kot sta bila Tao Čjan (365–427) in Tao Juanming. Kaligrafijo »modreca kaligrafije« Vang Šidžija (307–365) so cenili že takrat, ko je živel, in jo imeli za obliko osebnega izražanja, tako kot druge umetnosti. Slikarstvo je postalo visoko cenjeno z umetniki, kot je bil Gu Kajdži (344–406), ki je v veliki meri vzpostavil tradicijo krajinske umetnosti v klasičnem kitajskem slikarstvu. 
Znane so bile tudi izobraževalne ustanove, vključno z Dzongmingguanom, cesarsko univerzo v Nadžingu, kjer je študiral slavni in že omenjeni Dzu Čongdži. Dzu Čongdži je leta 465 oblikoval nov Damingov koledar. Izračunal je, da je leto dolgo 365,24281481 dni, kar je zelo blizu 365,24219878 dni, kot jih poznamo danes. Izračunal je, da je število prekrivanj med soncem in luno enako 27,21223, kar je zelo blizu 27,21222, kot vemo danes. S tem številom je uspešno napovedal 4 mrke v obdobju 23 let od 436 do 459. 
Večnadstropne zgradbe so gradili že v prejšnjih stoletjih, predvsem kot stražne stolpe in stanovanja. V tem obdobju so začeli graditi pagode za shranjevanje budističnih svetih spisov. Pagoda se je razvila iz stupe, slednja pa izvira iz budističnih tradicij varovanja suter v starodavni Indiji.